# Principio attivo
In chimica, il termine principio attivo indica una sostanza che assolve a funzioni biologiche/chimiche/fisiche, includendo tutte le sostanze che esplicano nel formulato una specifica attività, ad esempio con effetto terapeutico (farmaci), benefico (vitamine, probiotici) o tossico (veleni), idratante (cosmetici), psicoattivo (droghe) ecc....
I principi attivi possono essere sintetici - è il caso della maggior parte dei farmaci -, semisintetici, come per esempio l'aspirina (acido acetilsalicilico), o di derivazione naturale, per esempio alcaloidi ed estratti da piante usate nella medicina tradizionale o in fitoterapia. Tra queste ultime molecole è importante ricordare la morfina, la nicotina, i terpeni (fra cui il carotene), i glicosidi, come la digossina e molti altri. I principi attivi delle piante possono essere estratte dal fitocomplesso attraverso particolari e numerose tecniche estrattive o assunti con la droga.
I principi attivi costituiscono la parte farmacologicamente attiva dei medicamenti, che sono formati anche dagli eccipienti.